# Henk Meutgeert

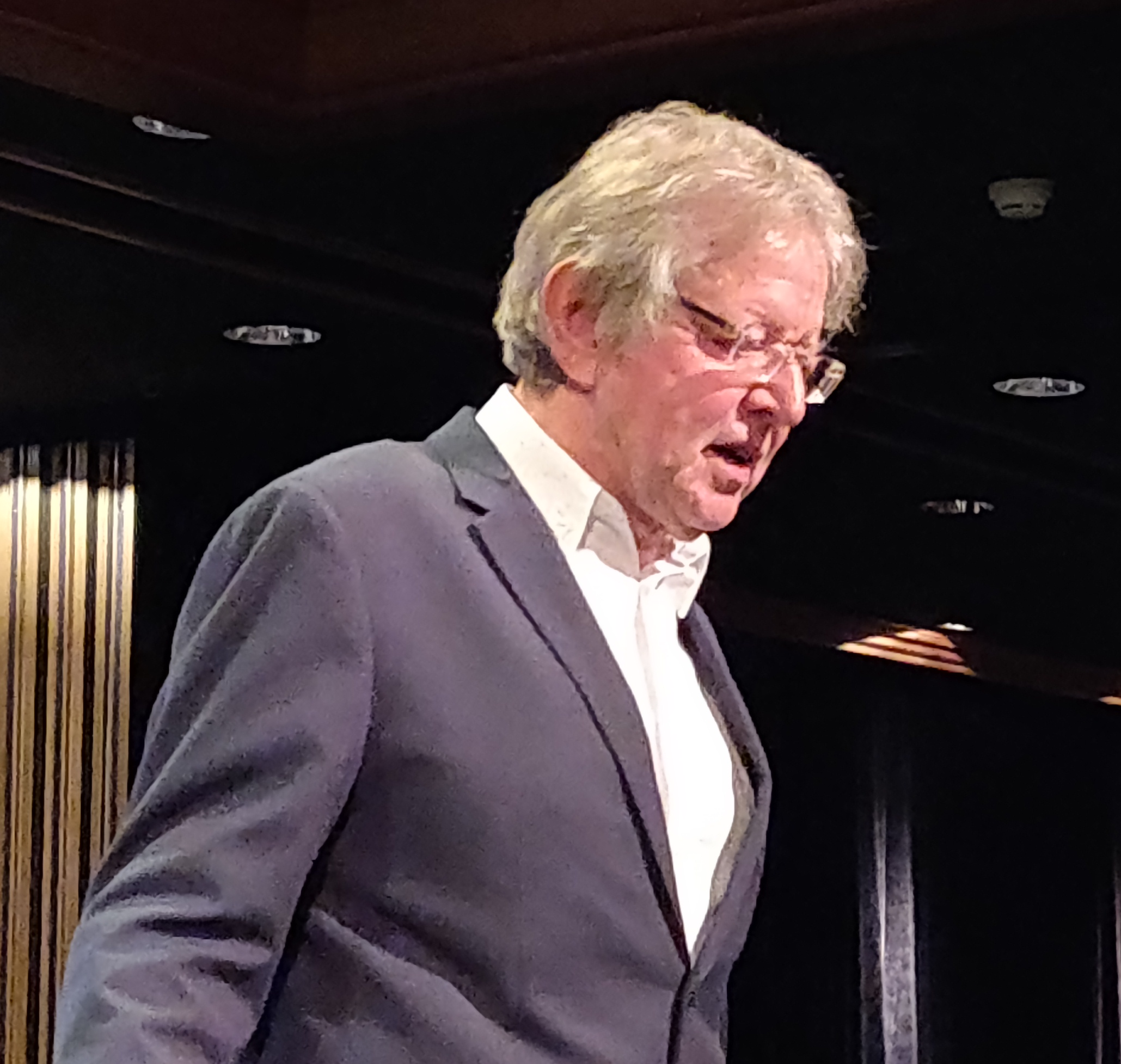

Henk Meutgeert (* 12. Dezember 1947 in Kampen) ist ein niederländischer Jazz-Bigbandleader, Pianist, Arrangeur und Komponist.

## Leben und Wirken
Meutgeert studierte am Konservatorium in Zwolle Piano bei Rudie de Heus und Arrangement bei Frans van Elsen. Als Pianist der Bigband „Skymasters“ und von diversen Rundfunk und TV-Orchestern begleitete er viele Jazzgrößen und international bekannte Musiker wie Dizzy Gillespie, Eartha Kitt, Mel Tormé, Freddie Hubbard, Lee Konitz und Toots Thielemans. Er ist der Gründer und Leiter der Netherlands Concert Jazz Band. Aus seinem 1996 gegründeten „New Concert Big Band“ ging nach einigen erfolgreichen Auftritten im Amsterdamer Concertgebouw (wie der Begleitung von Joe Henderson gleich 1996) das „Jazz Orchestra of the Concertgebouw“ hervor. Es wird von Meutgeert geleitet und tritt seit 1997 monatlich im Bimhuis in Amsterdam auf und begleitete u. a. Lee Konitz, Eric Vloeimans, Misha Mengelberg, Han Bennink, Michiel Borstlap, Bud Shank, Peter Weniger und Georgie Fame. Fünf Live-CDs des Orchesters erschienen zwischen 1999 und 2007 (die erste für den Edison (Musikpreis) nominiert).
Als Komponist arbeitet er viel für TV-Produktionen, manchmal interpretiert von seiner Bigband, und macht Auftragskompositionen für verschiedene Orchester. Für die Sängerin Madeline Bell und das Metropole Orkest schrieb er 1989 „Nature in Concert“ und Kompositionen für die 1000. Ausgabe des Live-Jazz Radioprogramms „Tros Sesjun“ 1992 (bei dem auch Candy Dulfer mitwirkte). 1994 schrieb er für die European Broadcasting Union die Suite „Eburnian Elephant Songs“.
1999 erhielt er den Bird Award auf dem North Sea Jazz Festival.